# Inka úthálózat
Az Inka úthálózat, eredeti nevén Qhapaq Ñan, a prekolumbián kori Dél-Amerika legkiterjedtebb és legfejlettebb közlekedési rendszere volt. Hossza csaknem elérte a 40 000 km-t. A hálózat létrehozása rengeteg időt és erőfeszítést igényelt, az építés minőségéről pedig az a tény tanúskodik, hogy az utak több mint 400 évi használat után is elfogadható állapotban vannak. A rendszer alapját két észak–déli irányú út képezte, melyek számtalan elágazással rendelkeztek. Legismertebb szakasza a Machu Picchura vezető Inka ösvény. A hálózat egy részét az Inka Birodalmat megelőző kultúrák építették, például a wari (huari) civilizáció. A spanyol gyarmati uralom alatt az útrendszer egyes darabjai az El Camino Real, azaz a „királyi út” rangot viselték. 2014 óta az útrendszer az UNESCO világörökségi helyszíne.

## Fő utak

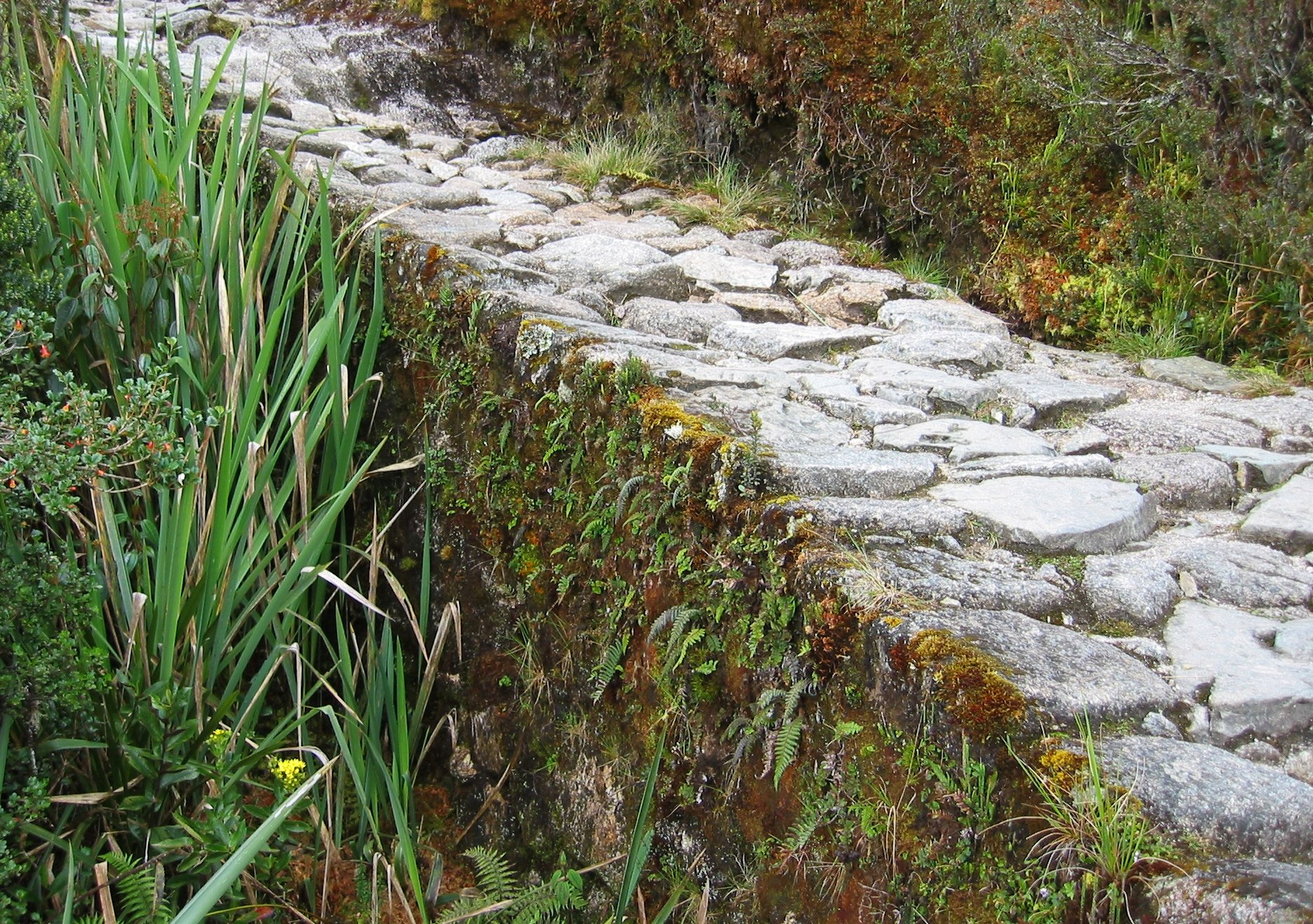
Az úthálózat egy szakasza a Machu Picchu közelében

A keleti út fent, a punával (csomóban növő fűféle) benőtt magasföldeken és hegyi völgyekben futott, az ecuadori Quitótól az argentínai Mendozáig. A nyugati út a tengerparti síkságokat követte, azonban elkerülte a sivatagokat, mellettük a domboldalakra kapaszkodott. Több mint húsz út húzódott a nyugati hegyekben, míg mások a keleti vonulatokat keresztezték, hol sikságon, hol hegyoldalban kanyarogva. Néhány út elérte az 5000 méteres tengerszint feletti magasságot is. Az ösvények összekötötték az Inka Birodalom régióit az egykori északi tartományi székhelytől, Quitótól a mai modern déli nagyvárosig, a chilei Santiago de Chiléig. Az inka úthálózat nagyjából 40 000 km-re volt tehető, és 3 000 000 négyzetkilométer terület elérhetőségét biztosította.
Az 500 és 800 méter közötti tengerszint feletti magasságban elhelyezkedő monumentális utak, melyek szélessége akár a 20 métert is elérhette, a sűrűn lakott területek, az adminisztratív központok, a mezőgazdasági és bányászati övezetek, valamint a szertartási központok és a szent helyek között teremtettek kapcsolatot.
Bár az inka utak jelentős változatosságot mutattak méretben, konstrukcióban és megjelenésben, legtöbbjük szélessége 1–4 méter között mozgott.
A rendszer számos eleme az inkák által megörökölt út volt, melyeket többnyire évszázadokkal korábban épített a Wari Birodalom. Több szakasz újonnan épült, vagy alaposan felújították, ezek közé tartozott például a chilei Atacama-sivatagon áthaladó, vagy pedig a Titicaca-tó nyugati partján húzódó út. Az inkák számos technikát fejlesztettek ki az Andok hegyi környezete által jelentett nehézségek leküzdésére. A meredek lejtőkre kőlépcsőket építettek, melyek gigantikus lépcsősorokat alkottak. A part menti sivatagos övezetben alacsony falat húztak az út mellé, megvédve azt a szélfútta homoktól.
A Qhapaq Ñan, melynek jelentése „szép út”, az Inka Birodalom észak–déli irányú főútját alkotta, amely 6000 km hosszan kígyózott végig az Andok gerincén.
A Qhapaq Ñan egyesítette ezt a hatalmas és heterogén birodalmat egy jól szervezett politikai rendszer segítségével. Lehetővé tette az uralkodó számára az ország irányítását, valamint szükség esetén seregek küldését a fővárosból, Cuscóból.
A legfontosabb inka út a Camino Real (királyi út) volt, a maga 5200 km-es hosszával. Az ecuadori Quitóból indult, átszelte Cuscót és a mai Tucumán városnál (Argentína) végződött. A Camino Real keresztezte az Andok láncolatát, elérve több mint 5000 méteres tengerszint feletti magasságot is. Az El Camino de la Costa, a parti ösvény, 4000 km hosszan futott párhuzamosan a tengerrel, és több kisebb úttal kapcsolódott királyi úthoz.

## Az úthálózat célja
Az uralkodó különböző célokra szánta a hálózatot. Az utakat nemcsak a birodalom határain belül közlekedő emberek használták, de számos katonai és vallási igényt is kielégítettek.

### Közlekedés
Az utakon két fő célból folyt a közlekedés. A chasqui-nak nevezett futárok üzeneteket továbbítottak birodalomszerte, a lámák és az alpakák pedig az árut szállították.
A chasquik a birodalom futáraiként váltak ismertté. Úgy becsülik, hogy akár 240 km távolság lefutására is képesek voltak naponta. A futárok kötelesek voltak bármit elszállítani a hírektől a könnyebb árukig, például halakig. Az úgynevezett tampuk (esetleg tambu vagy tampo) nevű állomások pihenőhelyül szolgáltak a futároknak útközben. A tampuk épületek voltak, melyek vizet, ellátást és menedéket nyújtottak az elhaladó chasquiknak. Ezek látták el a csatába vonuló katonaságot is.
Az inkák előszeretettel vették igénybe a lámákat és alpakákat. Ezek a viszonylag könnyű súlyú állatok nem bírtak el sok terhet, de hihetetlenül fürgék voltak. Nagy mennyiségű áru szállításának leghatékonyabb módja a láma- vagy alpakacsorda használata volt, két vagy három hajtóval. A hajtók az emberi életek kockáztatása nélkül terelték fel az állatok csordáit a meredek hegyekre, melyek ráadásul nagyszámú rakományt szállítottak.

### Kereskedelem
Az utak, ösvények és hidak az inka állam összetartó erejének és az áruk újraelosztásának lényegi elemei voltak. A birodalom minden erőforrása az uralkodó, az inka tulajdonában volt. A javak újraelosztásának módját „vertikális szigetvilág”-ként ismerik. Ez a rendszer volt a kereskedelem alapja a teljes birodalomban. A birodalom különböző területei eltérő javakkal rendelkeztek. Az utakat használták arra a célra, hogy az árukat eljuttassák azon vidékekre, melyek az illető termékből hiányban szenvedtek. Ez volt az egyik oka az Inka Birodalom erejének. Túl azon, hogy az erőforrások nagy mennyisége állt rendelkezésükre, fejlett rendszert dolgoztak ki annak érdekében, hogy a birodalom minden pontján képesek legyenek hozzáférni a javak mindegyikéhez.

### Hadsereg
Az úthálózat a birodalmon belüli polgári és katonai kommunikáció, személyi mozgás és logisztikai támogatás könnyű, megbízható és gyors módját teremtette meg. Elsődleges használói a katonák, hordárok, lámakaravánok voltak, valamint hivatalos küldetésben járó nemesek és polgári személyek. Mások előzetes engedély birtokában használhatták, és egyes hidakon díjat is kellett fizetni.
A qollca (vagy qullca) nevű építmények a hadsereg rendelkezésére álltak. Ezek az utak mentén helyezkedtek el és élelmiszerek hosszú távú tárolására szolgáltak, katonai konfliktusok vagy élelmiszerhiány esetére.
A qollca vulkanikus kőből épült. Alapja nagyjából 10 × 3 méteres volt, és kúpos nádtetővel rendelkezett. Elsődleges rendeltetése gabona és kukorica tárolása volt. Ezek különösen hosszú szavatossági idejű élelmiszerek voltak, így kiválóan megfeleltek a katonai célú tárolásra.
Jól példázza az inkák raktározási módszereinek magas fokát Huánuco Pampa egyik megmaradt létesítménye, melynek befogadó képessége 37 100 m3 volt, és húsz és ötvenezer közötti lélekszámú lakosság ellátását tette lehetővé.

### Vallás
Az útrendszer megvalósításába fektetett energia jelentős részben vallási célokat szolgált. Az inka társadalomban a hegyek voltak a vallási ceremóniák színterei. Az inkák számos szertartást végeztek – köztük gyerekek, termékek és lámák feláldozását – a hegyek csúcsain. A bércek vallási szertartások céljából való elérésének egyetlen módja az útépítés volt. Sok inka út vezetett fel több ezer méter magasságba, mint például a Chañi hegy útja, amely a hegy tövéből indult és felkúszott a csúcsra, közel kétezer méteres magasságba. A nagy magasságban elhelyezkedő kegyhelyek mellett sok wak'a-nak (huaca) nevezett szent vagy vallási hely volt, melyek az úgynevezett zek'e (ceque) rendszer részeként funkcionáltak az utak mentén, vagy azok közelében. Ezek a szent helyek egyaránt lehettek természet által alkotottak vagy a tájba építettek, akár épületek is, melyeket az uralkodó imádkozás céljából keresett fel.

## Hidak
Különböző típusú hidak épültek az úthálózat részeként. Néhány híd egyszerűen fahasábokból épült, mások kőből vagy úszó nádból készültek, ez utóbbiakat a mocsaras felföldeken használták. A keskeny völgyek fölött függőhidak íveltek. A szélesen kanyargó folyókon való átkelésre kompokat használtak. A Cuzcótól nyugatra fekvő Apurimac folyó egyik hídjának fesztávja 45 méter volt. A szakadékok felett esetenként függő kosarakkal keltek át, a két part távolsága néha az 50 métert is meghaladta. A hidak több esetben párban épültek.
A hídépítés során az egyik nehézség a fához való hozzáférésből fakadt. A munkásoknak gyakorta nagyon távolról kellett hozni az alapanyagot. Ha nem fértek hozzá gerendákhoz, a hidat szalmából vagy fűből font kötél felhasználásával is elkészíthették. A kötélhidakat nagyjából két évenként újjáépítették, egyébként könnyen leéghettek volna. A fából készült hidakhoz körülbelül nyolc évig nem kellett hozzányúlni.
A hídépítés sok munkáskezet igényelt. Az egyszerű gerendahidak úgy készültek, hogy a keresztrudak fölé egy sor gerendát raktak. A kőhidak sokkal bonyolultabbak voltak. Az alapokhoz egyaránt használtak durva és faragott köveket. A híd kövei különösen jól illeszkedtek, ugyanis nincs bizonyíték arra nézve, hogy a kövek rögzítéséhez habarcsot használtak volna. A kövek megmunkálásához olyan módszereket alkalmaztak, melyek egyszerű eszközök (például marokkövek) használatával elvégezhetők voltak. A köveket úgy faragták ki, hogy a felső kő alakja tökéletesen harmonizáljon az alatta levőével, így az illeszkedés habarcs nélkül is kifogástalan volt.

Az inka birodalom úthálózata

## A Machu Picchuinka ösvénye
A Machu Picchu távol volt a kitaposott utaktól és királyi birtokként szolgált az uralkodó és néhány száz szolgája részére. Szabályos időközönként azonban különböző árukat és szolgáltatásokat igényelt a fővárosból és a birodalom egyéb tájairól. Ezt az a tény is alátámasztja, hogy nem voltak nagy raktárépületek a helyszínen. Egy 1997-es tanulmány arra a következtetésre jut, hogy a mezőgazdasági termékek még szezonálisan sem voltak elegendőek az itteni lakosság ellátására.

## A hódítások hatása
Az úthálózat valódi kiterjedése nem teljesen ismert, mivel a spanyol hódításokat követően bizonyos szakaszokat teljesen leromboltak, vagy engedték, hogy a vértbe öltöztetett lovak patái, valamint az ökrös szekerek fém kerekei alatt megsemmisüljön.
Ma nagyjából a hálózat 25%-a látható, a maradék a modern infrastruktúra építése során vált semmivé. Különböző szervezetek, mint az UNESCO és az IUCN az útrendszer megóvásán dolgoznak, együttműködve a hat érintett ország kormányával és önkormányzataival.

## További olvasmányok (angolul)
- Moseley, Michael 1992. The Incas and their Ancestors: The archaeology of Peru. Thames and Hudson, New York.
- Hyslop, John, 1984. Inka Road System. Academic Press, New York.
- Inca: Lords of Gold and Glory. Virginia: Time-Life Books, 1992.
- Jenkins, David "A Network Analysis of Inka Roads, Administrative Centers and Storage Facilities." Ethnohistory, 48:655–685 (Fall, 2001).

## Fordítás
- Ez a szócikk részben vagy egészben a Inca road system című angol Wikipédia-szócikk ezen változatának fordításán alapul.  Az eredeti cikk szerkesztőit annak laptörténete sorolja fel. Ez a jelzés csupán a megfogalmazás eredetét és a szerzői jogokat jelzi, nem szolgál a cikkben szereplő információk forrásmegjelöléseként.